# Georg Simon Ohm
Georg Simon Ohm (Erlangen, 16. ožujka 1787. - München, 6. srpnja 1854.), njemački fizičar. Studirao u Erlangenu, isprva radio kao predavač matematike u Kölnu, Berlinu i Nürnbergu, a od 1849. bio je profesor na Sveučilištu u Münchenu. Poznat je po svojem djelu Galvanski lanac, matematički obrađen (njem. Die galvanische Kette, mathematisch bearbeitet, 1827.), u kojem je teorijski obradio fenomenološku teoriju električne struje i prvi nakon R. Kirchhoffa matematički formulirao zakonitosti električne struje. Bavio se i akustikom (definirao je čisti ton kao sinusoidni oblik vala), linearnom polarizacijom svjetlosti i njezinom interferencijom pri prolasku kroz jednoosne kristale, i drugo.
Mjerna jedinica om (Ω) kojom se iskazuje vrijednost električnog otpora nazvana je po njemu.

## Doprinosi

### Ohmov zakon
Ohmov zakon je zakon prema kojemu je jakost električne struje I u električnom vodiču, pri konstantnoj temperaturi, određena kao omjer električnoga napona U koji električnu struju prouzročuje i električnoga otpora R:
{\displaystyle I={\frac {U}{R}}}
I ostali oblici tog oblika zakona također se nazivaju po Ohmu: 
{\displaystyle U=I\cdot R}
{\displaystyle R={\frac {U}{I}}}
{\displaystyle I=U\cdot G}
gdje je:
- I - jakost električne struje kroz strujni krug u amperima (A);
- U - električni napon izvora u voltima (V);
- R - ukupan električni otpor strujnog kruga (otpor trošila + otpor električnih vodova + unutarnji otpor izvora struje) u omima (Ω). Om se može napisati i kao volt/amper (V/A).
- G - električna vodljivost, pa i neki izvedeni oblici, na primjer za vodiče pri različitim temperaturama.[2]

Ohmov zakon je jedan od temeljnih zakona elektrotehnike. Ohmov zakon vrijedi za metale i vodljive otopine. Takvi se vodiči zovu omski vodiči. Za neke materijale Ohmov zakon ne vrijedi a takvi se vodiči zovu neomski.

## Djela
- Grundlinien zu einer zweckmäßigen Behandlung der Geometrie als höheren Bildungsmittels an vorbereitenden Lehranstalten (Erlangen : Palm und Enke, 1817. - XXXII, 224 S., II Faltbl. : graph. Darst.)
- Die galvanische Kette : mathematisch bearbeitet (Berlin : Riemann, 1827. – 245 S. : graph. Darst.)
- Elemente der analytischen Geometrie im Raume am schiefwinkligen Coordinatensysteme (Nürnberg : Schrag, 1849. - XII, 590 S.)
- Grundzüge der Physik als Compendium zu seinen Vorlesungen (Nürnberg : Schrag, 1854. - X, 563 S. : Ill., graph. Darst. Erschienen: Abth. 1. 1853. – 2. 1854.)

## Vanjske poveznice
- (en) Enciklopedija Britannica, članak "Georg Simon Ohm"